# Agropyron tanaiticum
Agropyron tanaiticum är en gräsart som beskrevs av Sergej Arsenjevitj Nevskij. Agropyron tanaiticum ingår i släktet kamveten, och familjen gräs. IUCN kategoriserar arten globalt som nära hotad. Inga underarter finns listade i Catalogue of Life.